# Cantalupa
Cantalupa (piemontiul Cantaluva, okszitánul Chantaloba) egy északolasz község a Piemont régióban, Torino megyében.

## Elhelyezkedése
A Noce folyó völgyében, a Freidour-hegy lábánál, Pinerolo közelében fekszik. 1927-től 1947-ig Frossasco része volt.

## Fordítás
- Ez a szócikk részben vagy egészben  a   Cantalupa című olasz Wikipédia-szócikk fordításán alapul.  Az eredeti cikk szerkesztőit annak laptörténete sorolja fel. Ez a jelzés csupán a megfogalmazás eredetét és a szerzői jogokat jelzi, nem szolgál a cikkben szereplő információk forrásmegjelöléseként.